# 愛知県立旭丘高等学校の人物一覧
愛知県立旭丘高等学校人物一覧（あいちけんりつあさひがおかこうとうがっこうじんぶついちらん）は、愛知県立旭丘高等学校（旧制愛知県立第一中學校など前身校を含む）に関係する主な人物の一覧記事。

## 主な教員
- 日比野寛 - 愛知一中校長、衆議院議員（帝国議会）
- 羽生隆 - 愛知一中校長、教育者
- 藤島奨 - 洋画家、愛知県に美術専門課程の設置運動を起こし美術課程を創設、河合塾美術研究所所長、名古屋女子大学教授、愛知県芸術選奨文化賞受賞、愛知県文化功労者、日展参与、一水会役員
- 伊藤篤太郎 - 植物学者 / 日本で初めて植物の学名をつけた人物
- 川勝博 - 物理教諭、教育学者（理科教育・物理教育）、名城大学総合数理教育センター長
- 江藤千秋 - 化学教諭、元河合塾講師、ドラマ『15歳の志願兵』の原案者
- 尾崎久彌 - 俳人、国文学者

## 主な出身者

### 学者
- 青山久 - 愛知医科大学医学部名誉教授（形成外科）
- 稲田龍吉 - 医学者 / 文化勲章、ワイル病発見
- 伊藤正男 - 生理学者、東京大学名誉教授、元理化学研究所脳科学総合研究センター所長
- 宇佐美斉 - フランス文学者、京都大学人文科学研究所名誉教授
- 鵜飼裕之 - 工学者、元名古屋工業大学学長、愛知東邦大学学長
- 後藤俊夫 - 工学者、元名古屋大学副総長、元応用物理学会会長、元日本学術会議総合工学委員会委員長
- 山田鐐一 - 法学者（国際私法）、名古屋大学名誉教授
- 新堂幸司 - 法学者（民事訴訟法）、東京大学名誉教授
- 浦部法穂 - 法学者（憲法）、神戸大学名誉教授
- 神戸正雄 - 財政学者、京都大学名誉教授、元関西大学学長、元京都市長 / 文化功労者
- 小林茂 - 地理学者、大阪大学大学院文学研究科教授
- 加藤泰史 - 哲学者、一橋大学名誉教授、日本哲学会会長
- 篠原卯吉 - 電気工学者、元名古屋大学総長、元電気学会会長、元愛知県公安委員会委員長
- 末永康仁 - 情報工学者、名古屋大学名誉教授、元電子情報通信学会情報・システムソサイエティ会長
- 山寺秀雄 - 無機化学者、名古屋大学名誉教授、大同工業大学（現・大同大学）名誉教授
- 吉田光邦 - 科学史家、京都大学名誉教授、京都文化博物館館長
- 宮田聡 - 元理化学研究所理事長
- 二村雄次 - 元名古屋大学医学部附属病院長、名古屋大学名誉教授
- 三輪芳朗 - 経済学者、東京大学大学院経済学研究科教授
- 岡崎恒子 - 分子生物学者、名古屋大学名誉教授
- 山中康裕 - 精神医学者、京都大学名誉教授
- 月尾嘉男 - 建築学者、東京大学名誉教授
- 神谷不二 - 国際政治学者、慶應義塾大学名誉教授
- 塩野谷祐一 - 経済哲学者、元一橋大学学長
- 吉澤義則 - 日本文学者、京都大学名誉教授
- 宮下規久朗 - 美術史家、神戸大学人文学研究科教授
- 久松潜一 - 国文学者、東京大学名誉教授
- 山田盛太郎 - マルクス経済学、元東京大学教授
- 服部英雄 - 日本史、九州大学比較社会文化研究科教授
- 袖井孝子 - 社会学者、お茶の水女子大学名誉教授
- 加藤克佳 - 法学者（刑事法学）、専修大学大学院法務研究科教授
- 内藤治夫 - 工学者、岐阜大学大学院工学研究科教授
- 浅見靖仁 - 政治学・社会学、一橋大学大学院社会学研究科総合社会科学専攻教授
- 吉田孝 - 歴史学者、青山学院大学名誉教授
- 松本敏雄 - 天文学者、宇宙航空研究開発機構名誉教授
- 早川勇 - 言語学者（英語辞書学）、愛知大学大学院文学研究科教授
- 大塚直 - 法学者（民法・環境法）、早稲田大学法学部・大学院法学研究科教授
- 笹井芳樹 - 発生生物学者、理化学研究所発生・再生総合研究センターグループディレクター
- 国嶋一則 - 倫理学者、駒澤大学名誉教授
- 網野徹哉 - 歴史学・ラテンアメリカ研究、東京大学大学院総合文化研究科教授
- 池上高志 - 複雑系、東京大学大学院情報学環教授
- 谷口巌 - 国文学者、南京事件研究家、愛知教育大学名誉教授
- 高橋享 - 国文学者、名古屋大学名誉教授
- 梶田正巳 - 教育心理学者、名古屋大学名誉教授
- 跡見裕 - 医学者、杏林大学学長
- 荒川泰彦 - 工学者（量子ナノデバイス工学）、東京大学ナノ量子情報エレクトロニクス研究機構長、東京大学生産技術研究所教授、光電子融合研究センター長
- 岸尾光二 - 工学者、東京大学工学部応用化学科教授
- 國枝秀世 - 天文学者、名古屋大学理事・副総長、元日本天文学会理事長
- 水野和夫 - 経済学者、日本大学国際関係学部教授
- 南川文里 - 社会学者、同志社大学大学院グローバル・スタディーズ研究科教授
- 坂田隆 - 生理学者、元石巻専修大学学長
- 古田隆彦 - 社会学者、青森大学名誉教授
- 加藤久雄 - 国際犯罪学者、弁護士、元慶応義塾大学教授
- 大澤省三 - 生物学者、名古屋大学名誉教授、広島大学名誉教授
- 大野英二 - 経済学者、京都大学名誉教授
- 藤浪剛一 - 医学者 / 日本における放射線医学の第一人者
- 高畑尚之 - 集団遺伝学者、元総合研究大学院大学学長
- 米本昌平 - 生命倫理学者、科学論者、東京大学先端科学技術研究センター特任教授
- 生源寺眞一 - 食糧生産管理学者、名古屋大学大学院生命農学研究科教授
- 丹羽隆子 - 英文学者、東京海洋大学名誉教授
- 吉井博明 - 防災情報、情報社会論、東京経済大学名誉教授
- 市之瀬敏勝 - 工学者、名古屋工業大学工学部教授
- 馬渕清資 - 工学者、北里大学名誉教授 / 2014年度イグノーベル賞受賞（物理学賞）
- 桑野良一 - 化学者、九州大学大学院理学研究院化学部門教授
- 山田一郎 - 工学者、東京大学名誉教授
- 山田鋭夫 - 経済学者、名古屋大学名誉教授
- 加藤裕己 - 経済学者、東京経済大学経済学部教授
- 原随園 - 歴史学者、京都大学名誉教授
- 伊藤延男 - 建築史学者、神戸芸術工科大学名誉教授
- 近藤光男 - 漢文学者、お茶の水女子大学名誉教授
- 矢橋徳太郎 - 天文学者、愛知淑徳大学教授、岐阜天文台副理事長。「矢橋式日時計」考案者。
- 福間剛士 - 工学者、金沢大学ナノ生命科学研究所所長・教授
- 榊原達哉 - 哲学者、西洋哲学、時間論
- 唐澤昌宏 - 美術史家、国立工芸館館長

### 文化人
- 二葉亭四迷 - 小説家
- 坪内逍遥 - 小説家
- 三宅雪嶺 - 思想家
- 小酒井不木 - 小説家、探偵小説
- 佐々木味津三（中退） - 小説家
- 笹川臨風 - 作家
- 野口米次郎 - 詩人
- 沼波瓊音 - 俳人
- 清沢満之 - 僧侶（真宗大谷派）、宗教哲学者
- 尾崎久彌 - 俳人、小説家、教師（本校でも教鞭を執った）、国文学者
- 宮田重雄 - 洋画家、医師
- 浅井慎平 - 写真家
- 荒川修作 - 美術家
- 平松礼二 - 日本画家
- 赤瀬川原平 - 小説家（芥川賞）・画家
- 祖父江慎 - ブックデザイナー
- 連城三紀彦 - 小説家（直木賞）
- 岡井隆 - 歌人
- 新実徳英 - 作曲家
- 青葉かおり - 囲碁棋士
- 和田義彦 - 洋画家
- 赤座美代子 - 女優
- 小堀四郎 - 洋画家
- 三國一朗 - 司会者、エッセイスト
- 辻真先 - 脚本家、小説家
- 夫馬基彦 - 小説家
- 増田俊也 - 小説家
- 内藤彰 - 指揮者
- 野田高梧 - 脚本家
- 堀正旗 - 劇作家
- 八切止夫 - 作家、歴史学者
- 野田隆 - 旅行作家
- 田村能里子 - 洋画家
- 小島ゆかり - 歌人
- 土屋京子 - 翻訳家
- ACE - モデル、MC、タレント
- 谷辺昌央 - クラシック・ギタリスト
- 尾崎美紀 - モデル、タレント
- 西尾鉄也 - アニメーター
- 石田祐康 - アニメーション製作者
- 宮谷一彦 - 漫画家
- 高山路爛 - 作家、医師
- 矢部史郎（中退） - 思想家
- 水谷硯之 - 建築家
- 告井延隆 - ミュージシャン
- 伊藤廉 - 洋画家
- 伊藤敬子 - 俳人
- 金井さやか - 英語コーチ、講師トレーナー、パフォーマー（パントマイム）
- 江藤千秋 - 元河合塾講師、ドラマ『15歳の志願兵』の原案者
- 田中直毅 - 経済評論家
- 高田三郎 - 作曲家
- 前島良雄 - 音楽評論家、翻訳家
- 土岐友浩 - 歌人
- 竹内久美子[1] - エッセイスト
- 若杉凩 - 俳優
- 務川慧悟 - ピアニスト

### 経済界
- 石川栄次郎 - 元中部電力副社長、元日本発送電理事
- 梅原半二 - 元豊田中央研究所所長
- 梅村淸明 - 中京大学創立者・初代学長、元梅村学園理事長
- 大島宇一郎 - 中日新聞社社長、中日ドラゴンズオーナー
- 大西英一 - 元日本発送電総裁、元電力中央研究所理事長、元土木学会会長
- 大橋正昭 - 元愛知製鋼社長、元名城大学理事長、元日本金属学会会長
- 可知照生 - 元ジェイアール東海商事社長、元静岡ターミナルホテル社長
- 加藤巳一郎 - 元中日新聞社会長、中日ドラゴンズオーナー
- 土川元夫 - 元名古屋鉄道社長・会長、元名古屋商工会議所会頭
- 堀田庄三 - 住友銀行名誉会長、日本航空会長
- 澤木秀夫 - 元丸栄社長、元中部百貨店協会会長
- 下出義雄 - 大同製鋼（現・大同特殊鋼）社長、大同工業学校（現・大同大学）設立
- 水野久男 - 元東京電力社長
- 豊田英二 - 元トヨタ自動車会長、元日本自動車工業会会長、元自動車技術会会長
- 豊田芳年 - 元豊田自動織機社長、元中部経済連合会会長
- 豊田達也 - デンソー常務役員
- 内山田竹志 - トヨタ自動車会長、元日本経済団体連合会（経団連）副会長
- 土屋総二郎 - 元デンソー副社長、元日本プラントメンテナンス協会会長、元日本機械学会副会長
- 江副茂 - 元東陶機器（現・TOTO）社長、元九州・山口経済連合会副会長
- 盛田昭夫 - 元ソニー会長、元経団連副会長
- 岩間和夫 - 元ソニー社長
- 乾豊彦 - 元乾汽船社長、元日本ゴルフ協会会長
- 岡谷康治 - 元岡谷鋼機社長、元名古屋商工会議所副会頭
- 加藤倫朗 - 元日本特殊陶業社長、元涼仙ゴルフ倶楽部理事長、藍綬褒章
- 河合斌人 - 元河合塾会長
- 駒田邦男 - 元トヨフジ海運社長
- 雑賀大介 - 三井製糖社長、精糖工業会副会長、元日本鉄鋼連盟副会長
- 山口直樹 - 愛知トヨタ自動車社長
- 米倉功 - 元伊藤忠商事社長、元経団連副会長
- 佐伯進 - 元ノリタケカンパニーリミテド社長、元名城大学理事長
- 花木義麿 - 元オークマ社長、元日本工作機械工業会会長
- 原典之 - MS&ADインシュアランスグループホールディングス社長、三井住友海上火災保険会長
- 水野明久 - 中部電力会長、中部経済連合会副会長
- 山路敬三 - 元キヤノン社長・副会長
- 土方武 - 元住友化学工業社長、元日本たばこ産業会長、元経団連副会長
- 菊川剛 - 元オリンパス社長
- 水野金平 - 元ホーユー社長、元日本ヘアカラー工業会会長
- 安井隆豊 - 安井家具社長
- 吉川幸枝 - よし川社長
- 和田薫 - 阪急電鉄社長、阪急ブレーブスオーナー
- 干場弓子 - ディスカヴァー・トゥエンティワン創業者・社長
- 内藤忠顕 - 日本郵船社長、日本船主協会会長
- 鈴木正一郎 - 王子製紙（現・王子ホールディングス）社長・会長、元経団連評議員会副議長、元日本製紙連合会会長
- 尾原蓉子 - ウィメンズ・エンパワメント・イン・ファッション代表理事・会長、金沢美術工芸大学客員教授
- 南谷昌二郎 - 元西日本旅客鉄道社長・会長、元関西経済同友会代表幹事
- 木下又三郎 - 元本州製紙（現・王子ホールディングス）社長
- 藤野英人 - レオス・キャピタルワークス社長、ファンドマネージャー

### 政治・行政
- 加藤高明 - 第24代内閣総理大臣
- 奥田義人 - 元文部大臣
- 田島道治 - 第二代宮内府長官、初代宮内庁長官 / 3年次に府立一中へ転校
- 古屋亨 - 元自治大臣・国家公安委員長、初代内閣調査室長 / すぐに府立一中へ転校
- 古川元久 - 衆議院議員（国民民主党）、元国家戦略担当大臣兼内閣府特命担当大臣
- 武藤浩 - 第17代国土交通事務次官、元国土交通審議官、元国土交通省大臣官房長、元国土交通省自動車局長、元国土交通省大臣官房総括審議官、元観光庁次長
- 中垣英明 - 初代厚生労働省医薬・生活衛生局長、東京医科歯科大学特任教授
- 田嶋要 - 衆議院議員（無所属）
- 平林晃 - 衆議院議員（公明党）、元立命館大学教授、元スイス連邦工科大学招聘教授
- 吉田学 - 厚生労働事務次官、元内閣官房新型コロナウイルス感染症対策推進室長、第12代厚生労働省医政局長、初代厚生労働省子ども家庭局長、元厚生労働省雇用均等・児童家庭局長
- 森本和義 - 元衆議院議員（民主党）
- 熊田篤嗣 - 元衆議院議員（民主党）
- 箕輪幸代 - 元衆議院議員（日本共産党）、弁護士
- 長谷百合子 - 元衆議院議員、お茶の水女子大学全共闘
- 大木浩 - 元衆議院議員、参議院議員、元環境庁長官、元環境大臣
- 青木宏之 - 元衆議院議員
- 大塚耕平 - 参議院議員（国民民主党）、元内閣府副大臣、元厚生労働副大臣
- 山本保 - 参議院議員（公明党）
- 佐藤泰介 - 元参議院議員（民主党）
- 朝日俊弘 - 元参議院議員
- 本郷谷健次 - 千葉県松戸市長
- 河村たかし - 衆議院議員（日本保守党）、元名古屋市長
- 水野義則 - 尾張旭市長
- 山下史守朗 - 小牧市長
- 鈴木公平 - 元豊田市長
- 宮田光雄 - 元警視総監、元貴族院議員、元内閣書記官長、元衆議院議員
- 伊東延吉 - 元文部次官
- 金森徳次郎 - 元国務大臣、元法制局長官、初代国立国会図書館長
- 瀧正雄 - 元企画院総裁、元法制局長官
- 尾之内由紀夫 - 元建設事務次官、元本州四国連絡橋公団総裁
- 小倉謙 - 元警視総監、警察官僚
- 坂野泰治 - 元社会保険庁長官
- 高木剛 - 元「連合」会長
- 水野哲 - 元通産省機械情報産業局次長、元ダイキン工業副社長
- 大塚清一郎 - 元駐スウェーデン大使、外務官僚 / 3年次に編入
- 安達健二 - 元東京国立近代美術館館長、文部官僚
- 黒川祐次 - 元駐ウクライナ大使、日本大学国際関係学部教授
- 黒宮貴義 - 駐アフガニスタン大使
- 道井緑一郎 - 駐フィジー大使、元内閣審議官
- 小島敏郎 - 元環境省地球環境審議官、名古屋市経営アドバイザー
- 多湖實夫 - 元山梨県知事、元ワシントンホテル社長、内務官僚
- 加藤治彦 - 元国税庁長官、元財務省主税局長
- 南木通 - 元国立印刷局理事長、財務官僚
- 伊原和人 - 厚生労働事務次官、元保険局長、元医政局長、厚生・厚生労働官僚
- 三井秀範 - 元金融庁検査局長、企画市場局長、大蔵・金融官僚
- 黒田昌義 - 国土交通省大臣官房長、第14代国土交通省国土政策局長、名古屋市住宅都市局長[2]

### 法曹
- 山本庸幸 - 元最高裁判所判事、元内閣法制局長官、通産官僚
- 貞家克己 - 元最高裁判所判事
- 真野毅 - 元最高裁判所判事
- 阿部文洋 - 元東京高等裁判所判事
- 伊藤栄樹 - 元検事総長、元法務事務次官
- 福岡宗也 - 元日本弁護士連合会副会長、元名古屋弁護士会会長、元衆議院議員
- 成田清 - 元日本弁護士連合会副会長、元中部弁護士会連合会理事長
- 花井増實 - 元日本弁護士連合会副会長、元中部弁護士会連合会理事長
- 赤根智子 - 国際刑事裁判所裁判官、同所長。
- 堀鉄平 - 弁護士、総合格闘家
- 平野保 - 弁護士
- 柏木俊彦 - 弁護士、元大宮法科大学院大学学長
- 浅野英之 - 弁護士

### マスコミ
- 竹内尊実 - 日本テレビプロデューサー
- 谷川貞治 - K-1プロデューサー
- 槇徳子 - テレビ東京株式キャスター、元中部日本放送ほかアナウンサー
- 中野雷太 - ラジオNIKKEIアナウンサー
- 原響子 - フリーアナウンサー
- 進藤潤耶 - テレビ朝日アナウンサー
- 渡辺美香 - CBCテレビアナウンサー
- 丹野みどり - 元CBCテレビアナウンサー
- 水野雅之- MBSテレビプロデューサー
- 浅井僚馬 - NHKアナウンサー
- 松岡陽子 - 中京テレビアナウンサー
- 伊藤楓 - 元中京テレビアナウンサー
- 村瀬健 - フジテレビ映画制作部プロデューサー、元日本テレビプロデューサー
- 竹田太郎 - 映画・テレビ・イベント・プロダクトデベロップメントプロデューサー

### 軍人
- 八代六郎 - 海軍大臣、海軍大将
- 伊藤乙次郎 - 海軍中将 / 攻玉社へ転学
- 大角岑生 - 海軍大臣、海軍大将 / 攻玉社へ転学
- 日比野正治 - 海軍中将
- 大林末雄 - 海軍少将
- 三輪茂義 - 海軍中将、第6艦隊長官
- 横井俊之 - 海軍少将、第25航空戦隊司令官、第5航空艦隊参謀長
- 永津佐比重 - 陸軍中将
- 岩松義雄 - 陸軍中将
- 荻洲立兵 - 陸軍中将
- 鷲津鈆平 - 陸軍中将

### スポーツ
- 浅原直人 - 元プロ野球選手
- 加藤進 - 元プロ野球選手
- 榊原春奈（64期） - 漕艇選手、ロンドンオリンピック女子シングルスカル日本代表

### その他
- 木下勇人 - 税理士、公認会計士